# Beletinec
Beletinec är en ort i Kroatien.   Den ligger i länet Varaždin, i den nordöstra delen av landet, 50 km nordost om huvudstaden Zagreb. Beletinec ligger 187 meter över havet och antalet invånare är 1 037.
Terrängen runt Beletinec är platt åt nordost, men åt sydväst är den kuperad. Runt Beletinec är det ganska glesbefolkat, med 48 invånare per kvadratkilometer. Närmaste större samhälle är Varaždin, 9,9 km norr om Beletinec. Omgivningarna runt Beletinec är en mosaik av jordbruksmark och naturlig växtlighet.